# Abdul Rahman Munif
Abdul Rahman Munif (n. 1933 – d. 24 ianuarie, 2004) (arabă: عبد الرحمن منيف) a fost un scriitor saudit născut în Iordania.